# Gotisches Haus (Wörlitz)

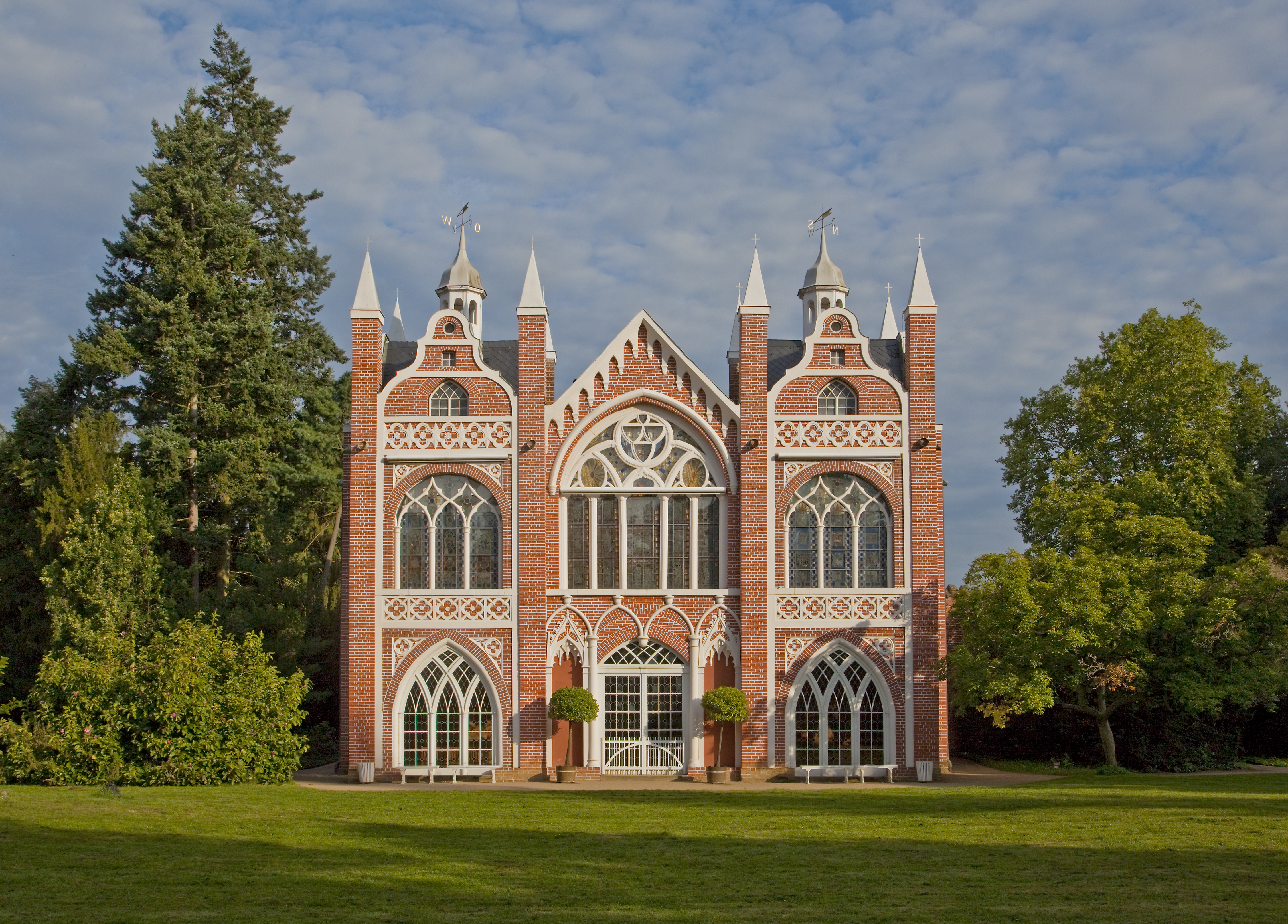
Das Gotische Haus im Wörlitzer Park

Bei dem Gotischen Haus in Wörlitz handelt es sich um ein von 1773 bis 1813 erbautes neogotisches Schloss im Wörlitzer Park.

## Geschichte

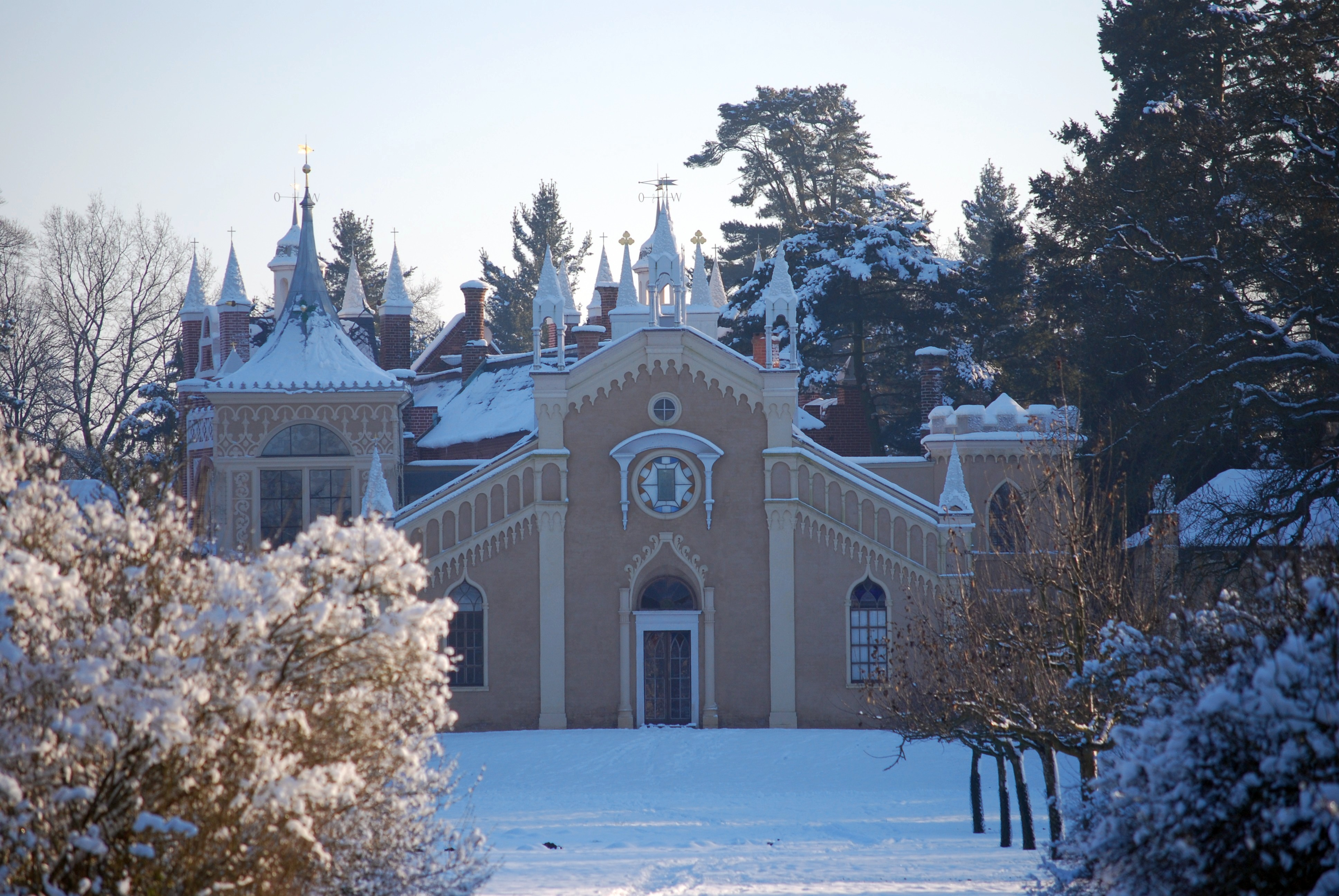
Die zum Wolfskanal zeigende Front des Gotischen Hauses mit der Fassade im Stil der Venezianischen Gotik

Das Gotische Haus wurde ab 1773 und bis 1813 von Friedrich Wilhelm von Erdmannsdorff erbaut und mehrfach umgestaltet. Der erste Bauabschnitt erfolgte von 1773 bis 1774. Dieser erste quadratische Ursprungsbau wurde von 1785 bis 1786 um eine Gartenseite und von 1787 und 1788 um zwei Pavillons am Wolfskanal erweitert. Auf der Ostseite entstand von 1789 und 1790 der sogenannte Neue Turm. Von 1811 bis 1813 wurde das Gotische Haus durch Erweiterungsbauten in den Ecken zwischen Gartenfront und Längstrakt und durch dem Umbau der Pavillons am Wolfskanal fertiggestellt. Dabei wurden auch das Speisezimmer und die Bibliothek angefügt.
Ursprünglich diente das Gotische Haus als Wohnung für den Hofgärtner Johann Leopold Ludwig Schoch, doch nutzte es Fürst Leopold III. Friedrich Franz ab 1785 zunehmend selbst. In drei kleinen Räumen lebte er mit Luise Schoch, der Tochter des Gärtners, sowie den drei gemeinsamen Kindern.
Ab 2003 wurde das Gotische Haus schrittweise saniert. Dabei wurde auch von 2006 bis 2008 der historische Speisesaal restauriert.

## Beschreibung
Das Gotische Haus zählt zu den ältesten komplett erhaltenen neogotischen Bauwerken. Das Schloss weist zwei unterschiedliche Fassaden auf, die den gotischen Baustil Italiens und die englische Backsteingotik aufgreifen. Die englische Fassade entstand nach dem Vorbild von Strawberry Hill und die italienische Fassade nach dem Vorbild der Kirche Madonna dell’Orto.
Im Gebäude befindet sich eine einzigartige Sammlung von Buntglasfenstern vom späten 15. bis zum 17. Jahrhundert. Außerdem ist noch die neugotische Ausstattung erhalten. Das Gebäude beherbergte auch eine große Sammlung altdeutscher und altniederländischer Malerei. Unter anderem sind hier Gemälde von Lucas Cranach dem Älteren und von Lucas Cranach dem Jüngeren ausgestellt. Früher diente das Pomologische Kabinett als Sammlung des Fürsten Franz mit über 200 Wachsfrüchten.